# 日吉盛幸
日吉 盛幸（ひよし もりゆき、1948年 - ）は、日本文学者、大東文化大学文学部日本文学科教授。主として上代文学の『万葉集』の研究を行っている。

## 来歴
1973年大東文化大学文学部日本文学科卒業、1975年に大東文化大学大学院文学研究科日本文学専攻修士課程修了。大東文化大学助教授時代の1993年に『万葉集表記別類句索引』（笠間書院）および
『万葉集歌句漢字総索引』上下巻（桜楓社）の業績により、上代文学会の第10回上代文学会賞（特別賞）を受賞した。

## 主な著書

### 単編著
- 『万葉集歌句漢字総索引』上・下（桜楓社・1992年）
- 『万葉集表記別類句索引』（笠間書院・1992年、補訂再版1994年）
- 『万葉集漢文漢字総索引』（笠間書院・1994年）

### 共編著
- 『万葉集歌人集成』（中西進・辰巳正明共著、講談社・1990年）